# Стемонитовые
Стемонитовые (лат. Stemonitidaceae) — семейство миксомицетов, порядка стемонитовых, широко распространённое в природе. Включает 6 родов.

## Описание
Плазмодий нежный, вначале прозрачный, затем может быть белым или слегка жёлтым. Спорангий шаровидный, эллиптический, цилиндрический, с более или менее выраженной ножкой.
Споры в массе тёмно-коричневые или почти чёрные.
Распространённый вид, встречается главным образом летом и осенью на гниющем дереве, отмерших ветвях, листьях.